# Estupa Rawak
Rawak ou ruínas do mosteiro budista da cidade de Rawak (pinyin: Rèwǎkè Fósì Yízhǐ), é uma estupa budista localizada na borda sul do deserto de Taklamakan, na China, ao longo da famosa rota comercial conhecida como Rota da Seda no Reino de Khotan, no primeiro milênio. Ao redor da estupa existem outras estruturas menores que foram originalmente decoradas com um grande número de estátuas colossais. O pátio do templo era cercado por uma parede, que continha relevos de terracota e algumas pinturas murais. A estupa e outras estruturas formam uma mandala tridimensional. O local está agora a cerca de 40 km ao norte da moderna cidade de Hotan (chinês: 和田) na Região Autônoma de Xinjiang da República Popular da China.